# Kordian Korytek
Kordian Korytek (ur. 18 marca 1975 w Rybniku) – polski koszykarz występujący na pozycji środkowego, wielokrotny medalista mistrzostw Polski, reprezentant kraju.

## Życiorys
Mierzący 212 cm wzrostu koszykarz jest wychowankiem MKKS Rybnik. Na Śląsku grał także w bytomskich Bobrach (1991–1999). Reprezentował barwy wielu polskich klubów, francuskiego Gravelines oraz czeskich – Prostejova oraz NH Ostrava.
W seniorskiej reprezentacji Polski debiutował w 1999. W kadrze pojawiał się jednak nieregularnie, miał liczne przerwy. Latem 2006 wrócił do niej po dwuletniej absencji i przyczynił się do awansu polskiego zespołu do finałów ME 07. 

## Osiągnięcia
Drużynowe
- Wicemistrz:
  - Polski (1996)
  - Francji (2004)
- Brązowy medalista mistrzostw:
  - Polski (1997, 1998, 1999)
  - Czech (2006)
- Zdobywca Pucharu Francji (2005)
- Finalista pucharu:
  - Polski (1998)
  - Francji (2003)
  - Liderów Francji (2005)
  - Czech (2006)
- 4. miejsce w pucharze Czech (2008)
- Uczestnik:
  - Pucharu Koracia (1992/93, 1994–1996, 1997–1999, 2001/02)
  - FIBA EuroCup Challenge (2005/06)

Indywidualne
- Uczestnik:
  - meczu gwiazd PLK (2000)[1]
  - meczu gwiazd Polska – Gwiazdy PLK (1997, 1999, 2000)[2][3][4]

Reprezentacja
- Uczestnik:
  - eliminacji do mistrzostw Europy U–22 (1996)
  - eliminacji do mistrzostw Europy (2001, 2003, 2005, 2007)